# Amazona ochrocephala
Amazona ochrocephala là một loài chim trong họ Psittacidae.

## Hình ảnh

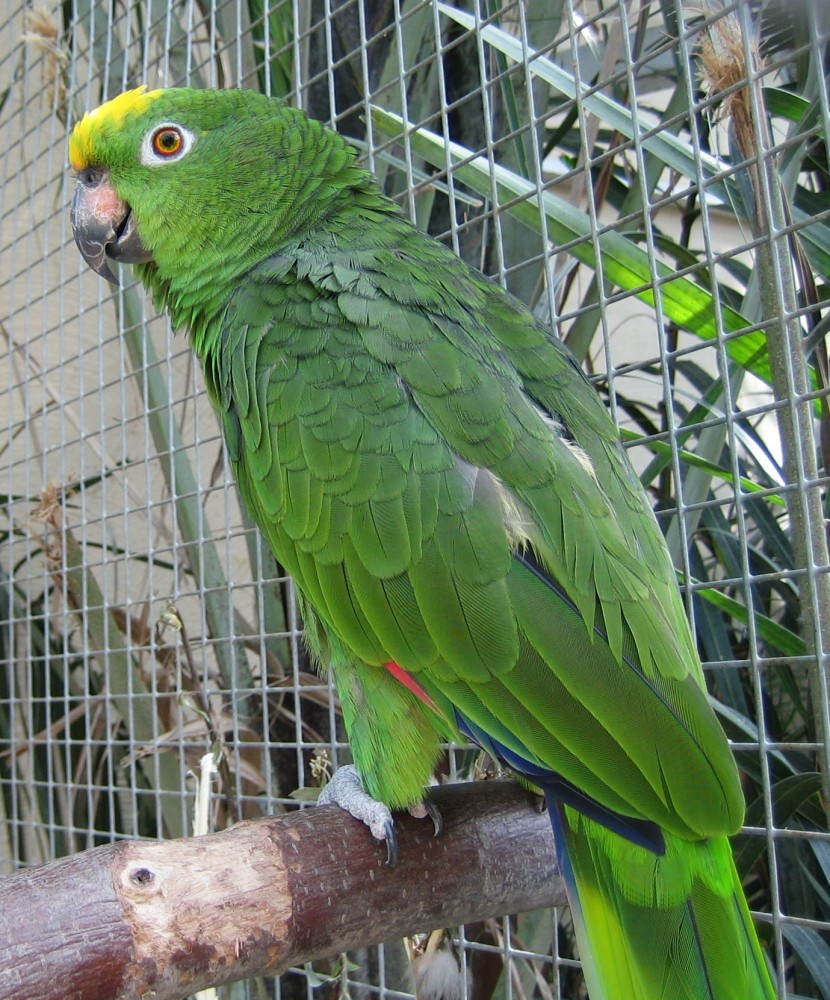
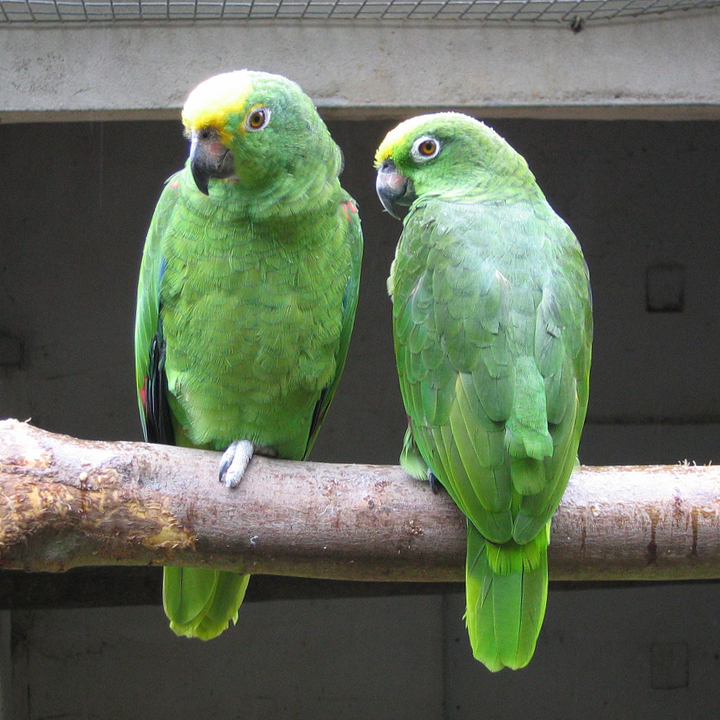
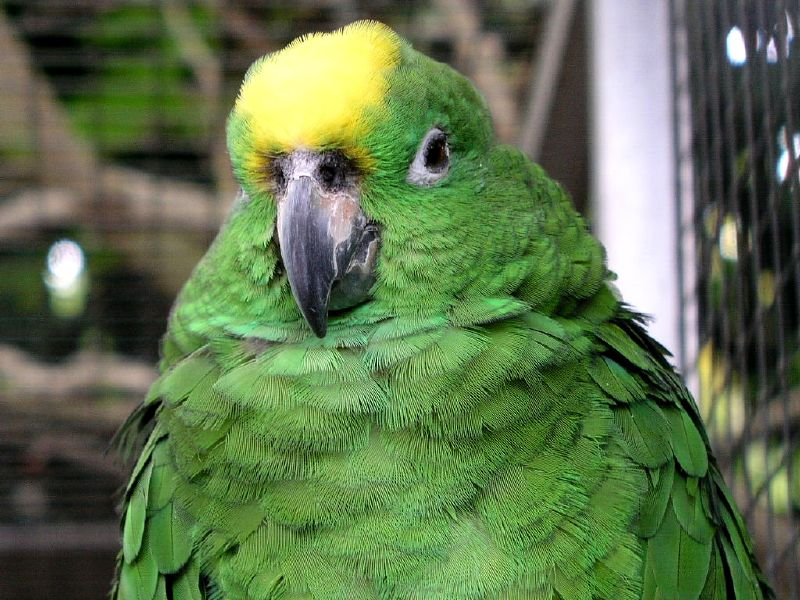
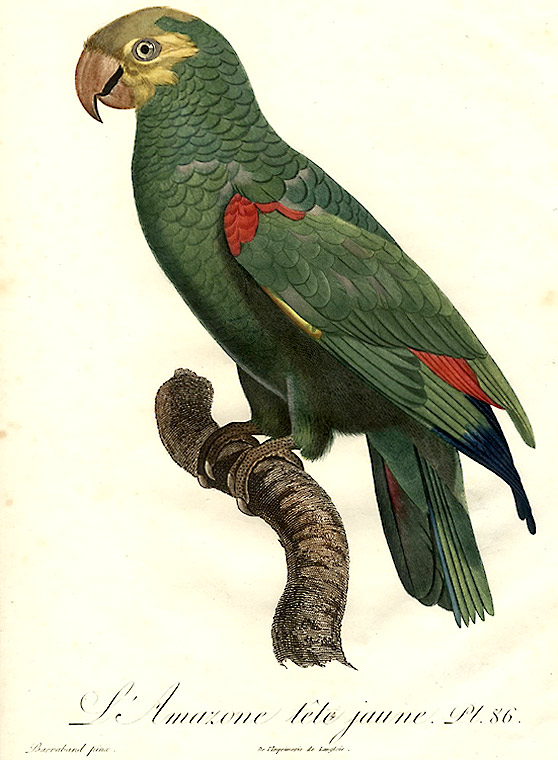
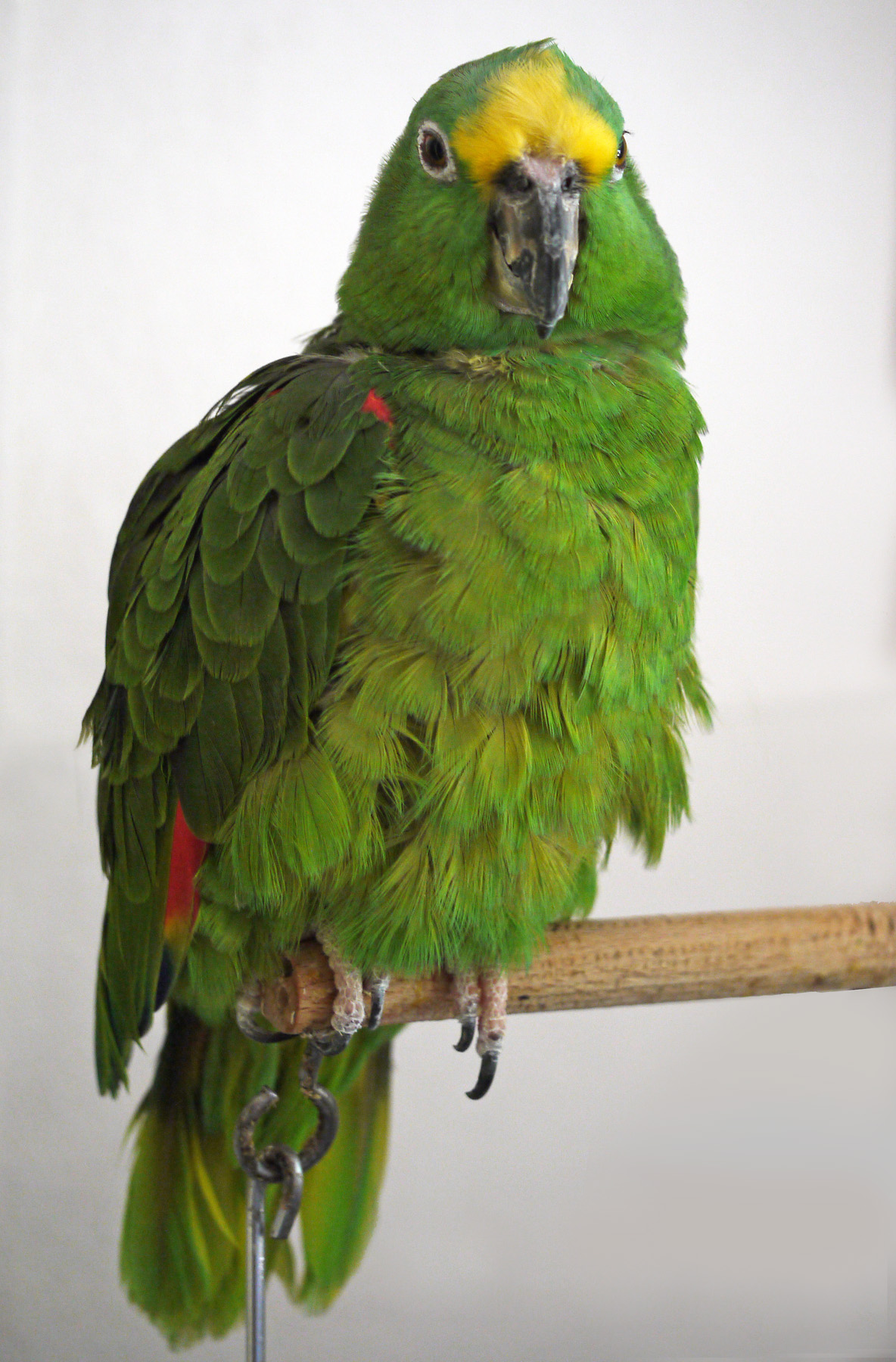